# 眼球定理

眼球定理:二つの赤い弦の長さは等しい。また二つの青い弦の長さも等しい。

眼球定理（がんきゅうていり、英: Eyeball theorem）は、初等幾何学における2つの円に関する定理。

## 主張
眼球定理の主張は次の通り。
中心がそれぞれP, Qである2つの円cP, cQが、どちらかがもう一方の円の中心を内包していない位置にあるとする。それぞれP, Qを端点とするcQ, cPに接する2半直線とcP, cQの交点をA, B、C, Dとしてそれらが成す弦についてAB = CDが成り立つ。
1960年に、ペルーの数学者であるアントニオ・グティエレス（Antonio Gutierrez）が発見した。しかし、Eyeball theorem という名が出現する以前の1938年、G.W.エヴァンス（Evans）が問題提起と解決をしていた。エヴァンスはまた、眼球定理は以前に試験で出題されたものだと述べている。 
眼球定理を発展させると、Q, Pを通るcP, cQの接線の接点を結んだ直線をFJ、FJとcP, cQの第二交点をそれぞれF', J'としてFF' = JJ' が成り立つことが分かる。
眼球定理の証明はいくつか知られている。中には丸山良寛の定理の延長として証明するものもある。

## 証明

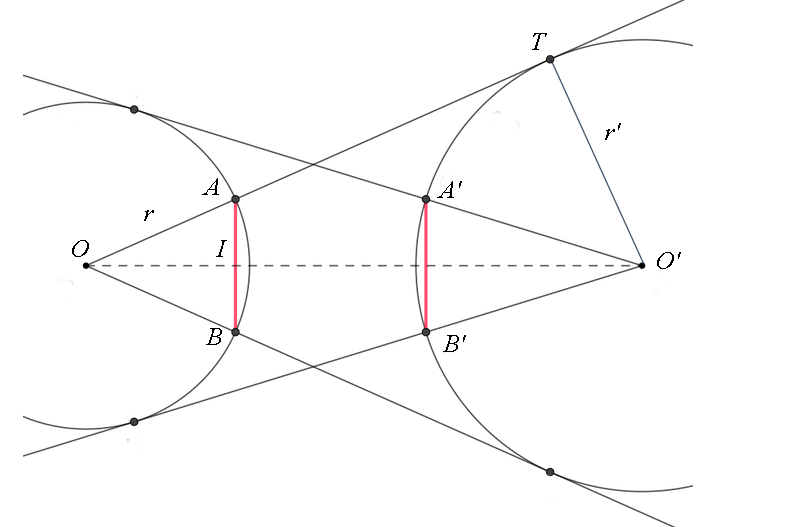

図において△OAI ~ △OO'TよりAI/r = r' /OO' 。したがってAB = 2rr' /OO' 。同様にしてA'B'  = 2rr' /OO'  = ABが示される。

## 関連する定理

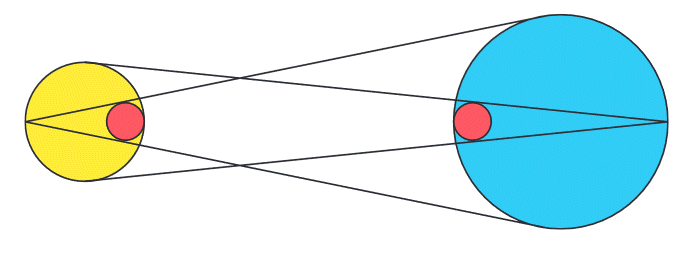

1842年の愛知県の算額によれば、図の様に、円と、もう一方の円に対して円の反対側の点を通るもう一方の円の接線に接する円の半径は等しい。